# Hayato Nakamura
Hayato Nakamura (japanisch 中村 隼 Nakamura Hayato; * 18. November 1991 in der Präfektur Saitama) ist ein japanischer Fußballspieler.

## Karriere
Nakamura erlernte das Fußballspielen in der Jugendmannschaft von Urawa Reds. Seinen ersten Vertrag unterschrieb er 2010 bei Montedio Yamagata. Der Verein spielte in der höchsten Liga des Landes, der J1 League. Am Ende der Saison 2011 stieg der Verein in die J2 League ab. 2014 wurde er an den Ligakonkurrenten V-Varen Nagasaki ausgeliehen. Für den Verein absolvierte er sieben Ligaspiele. 2015 kehrte er zum Erstligisten Montedio Yamagata zurück. Am Ende der Saison 2015 stieg der Verein in die J2 League ab.